# Milan Pavlík (scenárista)
Milan Pavlík (24. března 1923 Bílovice nad Svitavou – 15. června 2012) byl český filmový scenárista, dramatik, autor loutkových her a divadelní pedagog.
Po ukončení studií dramaturgie na pražské FAMU v roce 1951 působil nejprve v Československém armádním filmu, od roku 1969 do roku 1985 jako scenárista Filmového studia Barrandov.
V letech 1961 až 1972 vyučoval externě na Loutkářské fakultě DAMU.
Jedná se také o autora několik a desítek loutkových her.

## Scénáře

### Animovaný film

#### Václav Bedřich
- 1951 Pohádka o stromech a větru
- 1957 Světapán (podle Ondřeje Sekory; Světapán)

#### Eduard Hofman
- 1954 Kde je Míša

#### Stanislav Látal
- 1955 Kuťásek a Kutilka na pouti (společně s Josefe Pehrem)

#### Hermína Týrlová
- 1956 Míček Flíček (podle Jana Malíka)
- 1964 Vlněná pohádka
- 1968 Korálová pohádka
- 1968 Pohádka na šňůře

#### Zdeněk Miler
- 1958 Měsíční pohádka

#### Bohuslav Šrámek
- 1960 Pštros
- 1962 Blecha

#### Ludvík Kadleček
- 1960 Proč pláče žirafa
- 1962 Zajatec Modré planety
- 1963 Co bylo v klobouku
- 1964 Dobrý den, klaune
- 1965 Hlídač snů
- 1965 Boxeři
- 1968 Okružní jízda
- 1969 O ptáku, který dupal

#### Animované seriály
- 1970 Strašák Alfonz' (režie: Libuše Koutná)
- 1973 Míša Kulička (režie: Petr Tuček, spoluautor scénáře: Jan Jaroš, podle Josefa Menzela)

### Hraný film

#### Film
- 1959 Zpívající pudřenka (režie: Milan Vošmik, spouautor scénáře: Ota Hofman a Milan Vošmik, podle povídky Svatopluka Hrnčíře)
- 1962 Kuřata na cestách (režie: Václav Vorlíček, spouautor scénáře: Oldřich Kryštofek)
- 1963 Tři zlaté vlasy děda Vševěda (režie Jan Valášek, spouautor scénáře: Jan Valášek, podle Karla Jaromíra Erbena)
- 1964 Za pět minut sedm (režie: Pavel Hobl, spouautor scénáře: Pavel Hobl, podle rozhlasové hry Vlada Príkazského a Pavla Tumlíře)
- 1966 U telefonu Martin (režie: Milan Vošmik, spouautor scénáře: Ota Hofman)
- 1973 Družina černého pera (režie: Oto Koval, spouautor scénáře: Oto Koval, podle Rudolfa Hrbka)
- 1973 Adam a Otka (režie: Jaromír Dvořáček, podle Bohumil Říha↑Bohumila Říhy)
- 1974 Na startu je delfín (režie: Jaromír Borek, spouautor scénáře: Arno Kraus (mladší), podle Arno Krause)
- 1974 Dobrodružství s Blasiem (režie: Egon Schlegel, spouautor scénáře: Claus Dobberke a Egon Schlegel, podle Wernera Bendera)
- 1977 Osada Havranů, Na veliké řece, Volání rodu (režie: Jan Schmidt, podle Eduarda Štorcha)
- 1976 Julek (režie: Oto Koval, spouautor scénáře: Jiří Fried a Oto Koval)
- 1981 Kaňka do pohádky (režie: Oto Koval, spouautor scénáře: Oto Koval)
- 1983 Levé křídlo (režie: Jiří Hanibal, podle Hermíny Frankové)

#### Televize
- 1963 Modrý autobus (režie: Jan Valášek)
- 1970 Chvojka (režie: Jaroslav Mach, podle Karla Matěje Čapka Choda)
- 1968 Křesadlo, dramatizace předlohy Hanse Christiana Andersena (režie: Ludvík Ráža)
- 1981 Tajemství ďábloby kapsy, dramatizace Thomase Hardyho (režie: Petr Tuček, podle Dobrodružství ve West Poley)

## Loutkové hry, výběr
- 1960 Principál Bim
- 1960 Pohádky z klobouku
- 1962 Proměny
- 1962 Dostaveníčko u Jezerní brány
- 1962 Paměť mrtvých
- 1962 Poseidon se vrací
- 1971 Hrdina jedné noci
- 1971 Křesadlo (podle Hanse Crristiana Andersena)
- 1973 Stvoření slunce (podle B. Travena)
- 1971 Plaváček